# Vintergatan 5b
Vintergatan 5b var ett sommarlovsprogram med regi av Petter Bragée som visades mellan 11 juni–10 augusti 2001 i SVT i Sveriges Television. Serien är en uppföljare till Vintergatan 5a, som sändes som sommarlovsprogram året innan. 2003 sändes en omarbetad version av programmet och dess föregångare i SVT under namnet Tillbaka till Vintergatan.

## Handling och innehåll
Peos fru Ulla har mystiskt försvunnit och desperat kontaktar han sina medresenärer Mira, Glen och Henrik för att be dem följa med honom ut i rymden för att hitta henne. När de besöker den så kallade lavaplaneten försvinner även Mira och lämnar ett kryptiskt meddelande efter sig. Under seriens gång stöter de på flera nya karaktärer, bland andra Irina Teresjkova, Gaia och Garsson. Besättningen får ledtrådar och information under programmets gång. Till slut hittar de Mira som har blivit tillfångatagen av bleka rymdvarelser med "lampskärmar" på huvudet, kallade Fifuner. Ulla finns dock inte bland dem tillfångatagna varelserna utan hittas istället nerfryst i skeppets maskinrum av Femman. De planeter de besökte var Tjårny, Filione, Bely, Poolplaneten (riktiga namnet okänt) och Karichnivi.
Besättningen tittade även på en film varje dag och de filmer som visades var Snobben, Historiska Tippen, Flickan vid stenbänken och Styva linan.

## Rollista
- Wilson D. Michaels – Glen Johnson
- Pelle Hanæus – Henrik Gjöres / Helge / Rubrick / Kubrick
- Philomène Grandin – Mira Ardiles
- Anders Linder – Per-Olov "Peo" Persson / Kapten Zoom / Melvis / Skaftebyns hövding
- Ingela Schalé – Irina Teresjkova / Inkeri
- Jonas Sykfont – Garsson / Femman / Benke Bengtsson
- Inga Sarri – Gaia
- Per-Axel Gjöres – Taxichefen
- Christina Göransson – Ulla
- Martin Wargren – speaker

## Produktion
Efter att ha sett hur många som ringde in under Vintergatan 5a och ville titta på rymdskeppet bestämde produktionsteamet att två barn skulle få följa med i varje fredagsavsnitt och visa upp en viss färdighet.
Inspelningarna inleddes i början av april 2001 och pågick till augusti. Scenerna i rymdskeppet spelades in i studio i Växjö medan andra scener spelades in i fjärrvärmeverket och Nydalavägen i Växjö, vid Volcán El Cuervo på Lanzarote, Skäftekärrs Järnåldersby på norra Öland, en klippstrand på Lanzarote, Fuerteventura norra spets, Öjaby och det gamla slakteriet i Alvesta.

## Mottagande
Serien sågs av drygt 380 000 tittare vilket motsvarar runt 20 procent av svenska barn. Tittare skickade in runt 3000 teckningar i veckan till produktionsteamet.
Malena Janson på Svenska Dagbladet tyckte serien var en "härligt utflippad serie, utan välmenande pedagogiska syften, skönt befriad från allt vad nutidsorientering, konsumentupplysning och fysiklektioner heter".